# Joodse begraafplaatsen (Rotterdam)
Er zijn vier Joodse begraafplaatsen in de Nederlandse stad Rotterdam.

## Korte beschrijving van de geschiedenis van de Joden in Rotterdam
In Rotterdam hebben zowel Sefardische Joden als Askenazische Joden gewoond. De Sefardische Joden vestigden zich begin 17de eeuw in Rotterdam. De eerste Joden vertrokken echter snel weer naar Amsterdam, omdat ze in Rotterdam niet welkom waren, ofschoon ze een vergunning hadden zich te vestigen. De achterblijvers hadden een synagoge en een begraafplaats aan de Jan van Loonslaan.
De Askenazische Joden kwamen ongeveer 50 jaar later dan hun Sefardische broeders in Rotterdam. De Sefardische Joden legden in de wijk Crooswijk 2 begraafplaatsen aan, waarvan er één aan de Askenazische Joden werd overgedragen.
De eerste synagoge werd in 1674 aan de Glashaven gevestigd. Door de eeuwen heen kwamen er verschillende nieuwe synagogen, onder andere aan de Boompjes, aan de Botersloot en synagoge Lew Jom aan de Joost van Geelstraat.
Onder koning Willem I werd de centrale status van Rotterdam in de regio vastgelegd en werd Rotterdam aangewezen als residentie van de opperrabbijn van het ressort. Eind 18de eeuw waren er ongeveer 2500 Joden in Rotterdam. De groei leidde ook tot een rijkgeschakeerd joods sociaal leven. Vlak voor de Tweede Wereldoorlog lag het aantal Joodse inwoners op ongeveer 10.000.
Vrijwel alle gedeporteerden vertrokken vanuit de verzamelplaats in de haven: loods 24. Het overgrote deel van hen heeft de verschrikkingen van de kampen niet overleefd. Ongeveer 13% van de joodse bevolking van Rotterdam en omgeving keerde terug uit de kampen of uit de onderduik.
Het aantal Joodse inwoners van Rotterdam ligt anno 2010 rond de 300.

## Begraafplaatsen

### Centrum
- Bij de Jan van Loonslaan ligt een Joodse begraafplaats, genaamd Beis hakkeworous of Bet hagajiem, die door de niet-oplettende voorbijganger niet als zodanig herkend wordt. Op deze plaats is tussen 1612 en 1700 begraven. Hier liggen 33 zerken.

### Delfshaven
- Op de hoek van het Kerkepad en het Sint-Jobspad is een kleine begraafplaats waar tussen 1865 en 1898 begraven is. Dit is een hoekje van de oude begraafplaats van Schoonderloo, die in 1923 is geruimd, met uitzondering van de Joodse graven. In 1910 besloot de gemeente om ter plaatse een plantsoen aan te leggen om de grafrust te verzekeren.

### Kralingen
- Aan de Oostzeedijk ligt achter een muur een begraafplaats die in 1696 in gebruik werd genomen. In 1820 werd de begraafplaats gesloten. Hier zijn 195 grafstenen. (51° 55′ 19″ NB, 4° 30′ 13″ OL)
- Aan het Toepad ligt een Joodse begraafplaats die in 1895 in gebruik is genomen. Hier staan nu ongeveer 4.300 grafstenen. Een deel daarvan is afkomstig uit Schiedam en Rotterdam-Dijkstraat. (51° 54′ 32″ NB, 4° 31′ 56″ OL)